# Station Paczków
Station Paczków is een spoorwegstation in de Poolse plaats Paczków.